# Große Arnspitze
Die Große Arnspitze ist mit 2196 m ü. A. Höhe der Hauptgipfel der Arnspitzgruppe im Wettersteingebirge. Sie befindet sich westlich von Scharnitz, über ihren Gipfel verläuft die Grenze zwischen Deutschland und Österreich.

## Wege
Außer der Gratüberschreitung (siehe Arnspitzgruppe) existieren drei Zugangswege, die alle zur Arnspitzhütte führen, von welcher der Gipfel unschwer erreichbar ist.
Der Normalweg (AV-Weg 851) führt von Scharnitz durch die Ostflanke. Weniger steil ist der Anstieg aus Südwest vom Hohen Sattel (1495 m) über den AV-Weg 854, der vom Scharnitzer Ortsteil Gießenbach oder aus der Leutasch zu erreichen ist. Ebenfalls in Ahrn startet der AV-Weg 855 über den Arnkopf, der dann auf den AV-Weg 854 trifft. Der längste, aber auch schönste Zustieg ist von Norden über die Riedbergscharte (1450 m), die aus der Leutasch oder von Mittenwald erreichbar ist. Da Mittenwald, Scharnitz und Gießenbach per Bahn miteinander verbunden sind (Mittenwaldbahn), sind Überschreitungen leicht möglich.
Die Arnspitzgruppe ist ein trockenes Kalkmassiv. Auch an der Arnspitzhütte (1955 m, Unterstand, unbewirtschaftet) gibt es nur gesammeltes Regenwasser.

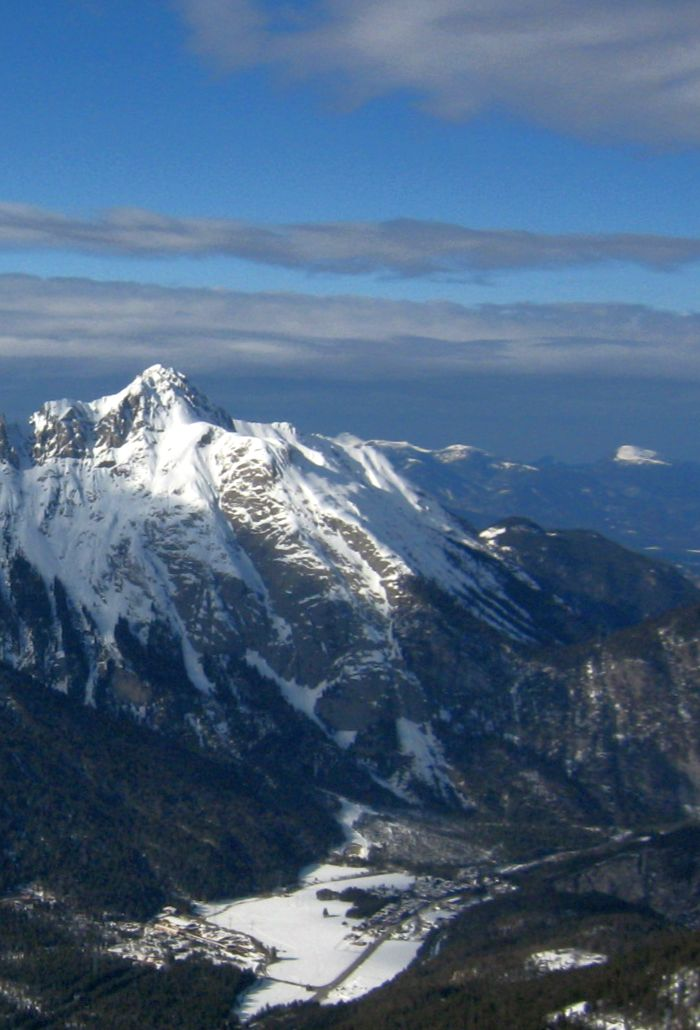
Große Arnspitze von Südosten